# Saubion
Saubion är en kommun i departementet Landes i regionen Nouvelle-Aquitaine i sydvästra Frankrike. Kommunen ligger i kantonen Saint-Vincent-de-Tyrosse som tillhör arrondissementet Dax. År 2022 hade Saubion 1 806 invånare.

## Befolkningsutveckling
Antalet invånare i kommunen Saubion
Referens:INSEE